# Garachico

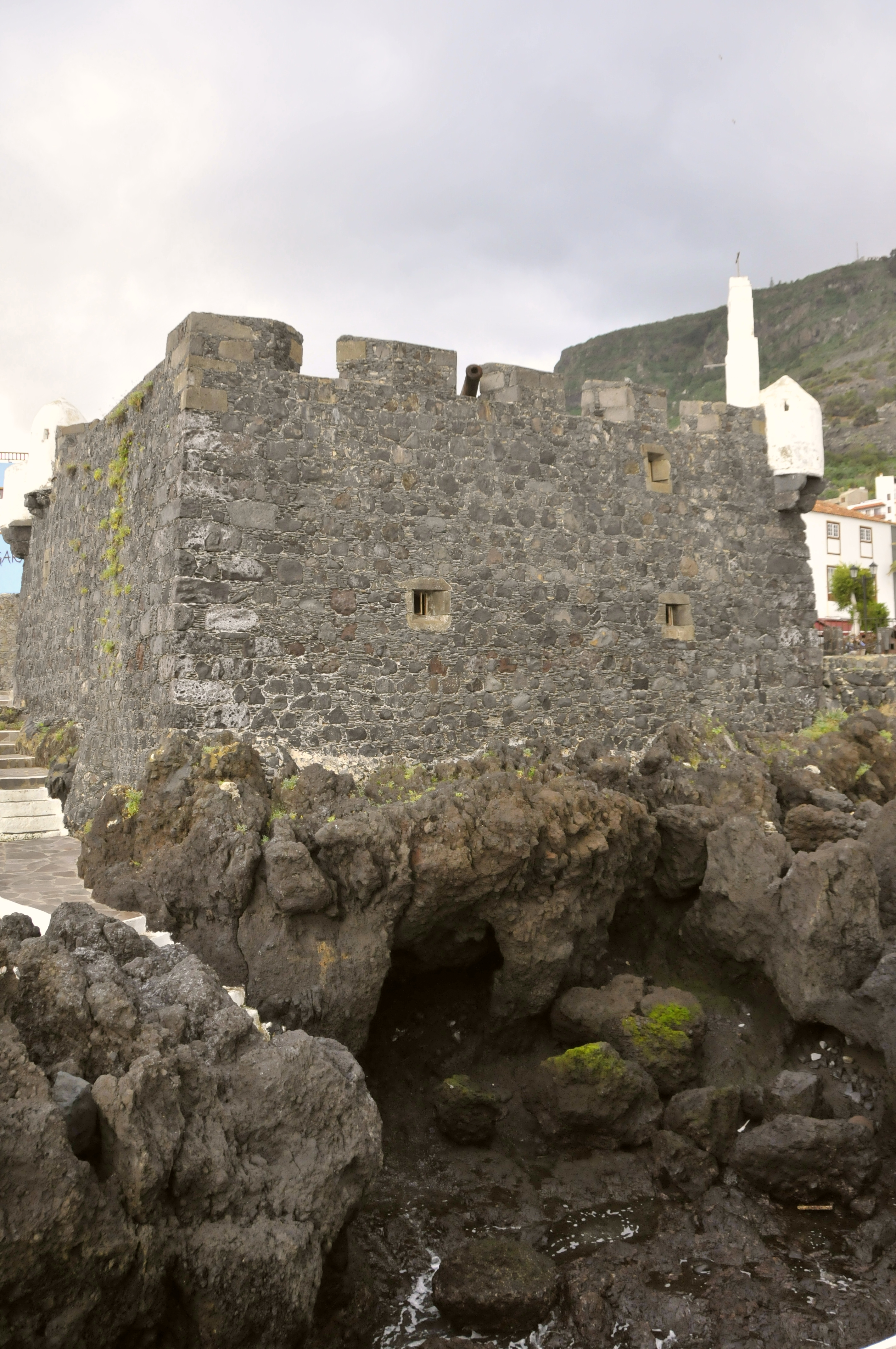
Castillo de San Miguel

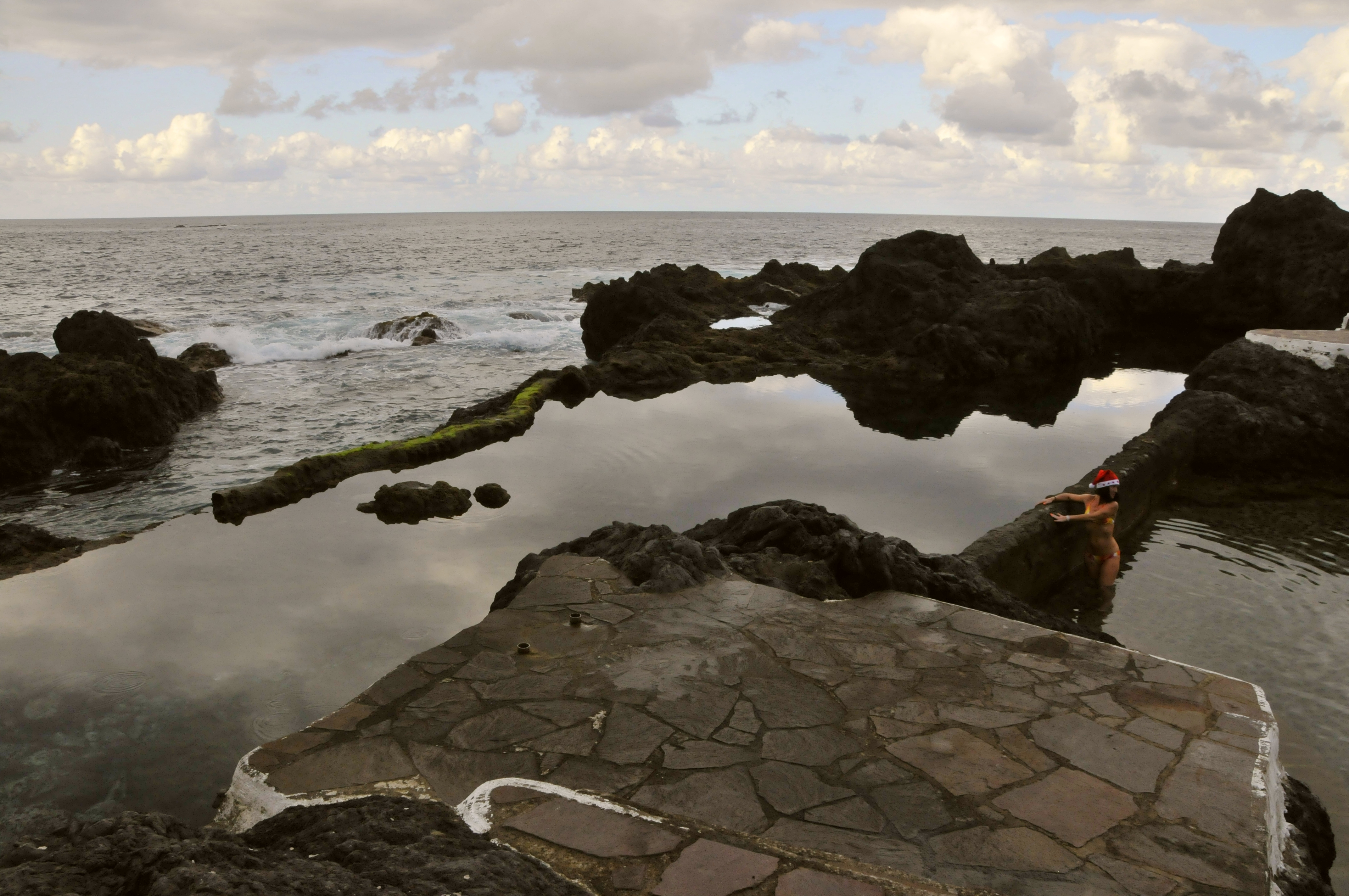
Meerwasserschwimmbad

Garachico ist eine Stadt im Nordwesten der Kanareninsel Teneriffa mit 4.924 Einwohnern (Stand: 2024) und über die Landstraße TF-42, die von Buenavista del Norte nach Icod de los Vinos führt, mit der TF-5 (Autopista del Norte), die nach Santa Cruz de Tenerife führt, verbunden. Die Stadt nennt sich selbst weiterhin auch nach der alten Bezeichnung Villa y Puerto de Garachico.
Nachbargemeinden sind Icod de los Vinos im Osten, Santiago del Teide im Süden und Los Silos sowie El Tanque im Westen.
Die Gemeinde Garachico hat eine Ausdehnung von 29,28 km² auf einer durchschnittlichen Höhe von 10 m über dem Meeresspiegel.

## Geschichte
Die Stadt Garachico mit ihrem Hafen wurde unmittelbar nach der Eroberung Teneriffas 1496 vom Genueser Bankier Cristóbal de Ponte (1447–1531) gegründet. Erste wirtschaftliche Grundlage Garachicos war Zuckerrohr und seine Verarbeitung.
1520 wurde mit dem Bau der Iglesia de Santa Ana, als Hauptkirche, begonnen. In einem Anbau der Kirche befindet sich heute ein kleines Museum mit sakralen Objekten. Im 16. und 17. Jahrhundert entwickelte sich Garachico zum wichtigsten Hafen der Insel, zu dessen Sicherung gegen u. a. englische Freibeuter 1575 die heute noch intakte Hafenfestung das Castillo de San Miguel errichtet wurde. Wesentlich für die damalige Geschäftigkeit war der Export des Malvasia-Weins insbesondere nach England. Der Wohlstand aus dem Handel jener Epoche erlaubte großzügige Stiftungen; im 18. Jahrhundert existierten fünf Klostergemeinschaften.
1645 war das erste Schicksalsjahr in einer Folge von Katastrophen, als durch eine gewaltige Sturmflut ca. 80 Menschen getötet und 40 Schiffe versenkt wurden. Für Handel und Wohlstand wirkten sich auch die Unruhen von 1666 negativ aus, als gegen die englischen Kaufleute aufgebrachte Einheimische die im Hafen von Garachico zur Verschiffung bereitstehenden Weinfässer zerschlugen. 1697 wütete eine Feuersbrunst in der Stadt und zerstörte über hundert Häuser.
Das Ende Garachicos als Handelszentrum kam aber am 5. Mai 1706 mit dem Ausbruch des oberhalb des Ortes gelegenen Montaña Negra (Volcán Garachico), in dessen Verlauf die Lavamassen den Hafen Garachicos zum größten Teil verschütteten. Allein die Kirche und das Kloster San Francisco aus dem 16. Jahrhundert, die ältesten Gebäude des Ortes, an der Plaza Glorieta de San Francisco, wurden von den Lavamassen verschont. Danach zogen die Händler nach Puerto de la Orotava, dem heutigen Puerto de la Cruz. Viele Einwohner verarmten und wanderten in die damaligen spanischen Kolonien jenseits des Ozeans aus.
Ein neuer, kleiner, aber moderner Hafen für Fischerei und Privatboote ist seit 2012 in Betrieb. Dieser wurde auf der Meerseite durch eine große Mole geschützt.
Im Jahr 2021 wurde Garachico in die Vereinigung der schönsten Dörfer Spaniens aufgenommen.

## Sehenswürdigkeiten
- Sehenswert ist grundsätzlich der gesamte Ort, insbesondere seine ruhige, verkehrsfreie Fußgängerzone.
- In der Klosterkirche San Francisco beeindrucken die Holzdecke im Mudéjarstil und einige Skulpturen.
- Das ehemalige Kloster beherbergt heute das Rathaus und das Stadtmuseum mit einem typischen kanarischen Innenhof mit Palmen und Galerien. Das Museum belegt auch, dass nicht nur mit dem Export von Wein Geld verdient wurde, sondern auch mit dem schwarzen Gold, dem Sklavenhandel.
- Vor dem Castillo wurden die Lava-Klippen befestigt und mit Gehwegen versehen. Hier ist auch ein Meerwasserschwimmbecken eingerichtet.
- Innenhof der Casa Quinta Roja gegenüber Kloster und Kirche, heute Hotel.
- Kirche Santa Ana aus dem 18. Jahrhundert. Ihre Vorläuferin wurde wie alle westlich hiervon stehenden Gebäude ein Raub der Lavamassen von 1706. Im Anbau der Kirche befindet sich ein kleines Museum.
- Parque de la historica Puerta de Tierra – Das ehemalige Stadttor, das nach dem Erdbeben 1706 übrig geblieben ist. Es liegt tiefer als die restliche Stadt, so dass man hier heute sehr gut sehen kann, wie tief das alte Garachico von der Lava begraben worden ist.
- Die Calle Esteban Ponte verläuft parallel zur Küstenstraße und birgt das Hotel San Roque in zwei sorgfältig restaurierten Herrenhäusern der Familie Ponte.
- Einen ganz besonderen Eindruck der kleinen Stadt bekommt man von oben. Hier ist der Wanderweg TF-43 zu empfehlen, der am Rathaus und der Polizeistation vorbei den Berg hinauf führt.

## Einwohnerentwicklung
| Jahr | Einwohner | Bevölkerungsdichte |
| ---- | --------- | ------------------ |
| 1991 | 5.993     | 204,7 Ew./km²      |
| 1996 | 5.728     | 195,6 Ew./km²      |
| 2001 | 5.307     | 181,3 Ew./km²      |
| 2002 | 5.742     | 196,1 Ew./km²      |
| 2003 | 5.756     | 196,6 Ew./km²      |
| 2004 | 5.671     | 193,7 Ew./km²      |
| 2005 | 5.682     | 194,1 Ew./km²      |
| 2006 | 5.543     | 189,3 Ew./km²      |
| 2007 | 5.446     | 186,0 Ew./km²      |
| 2014 | 5.169     | 176,5 Ew./km²      |
| 2019 | 4.871     | 166,4 Ew./km²      |
| 2021 | 4.895     | 167,2 Ew./km²      |

## Impressionen

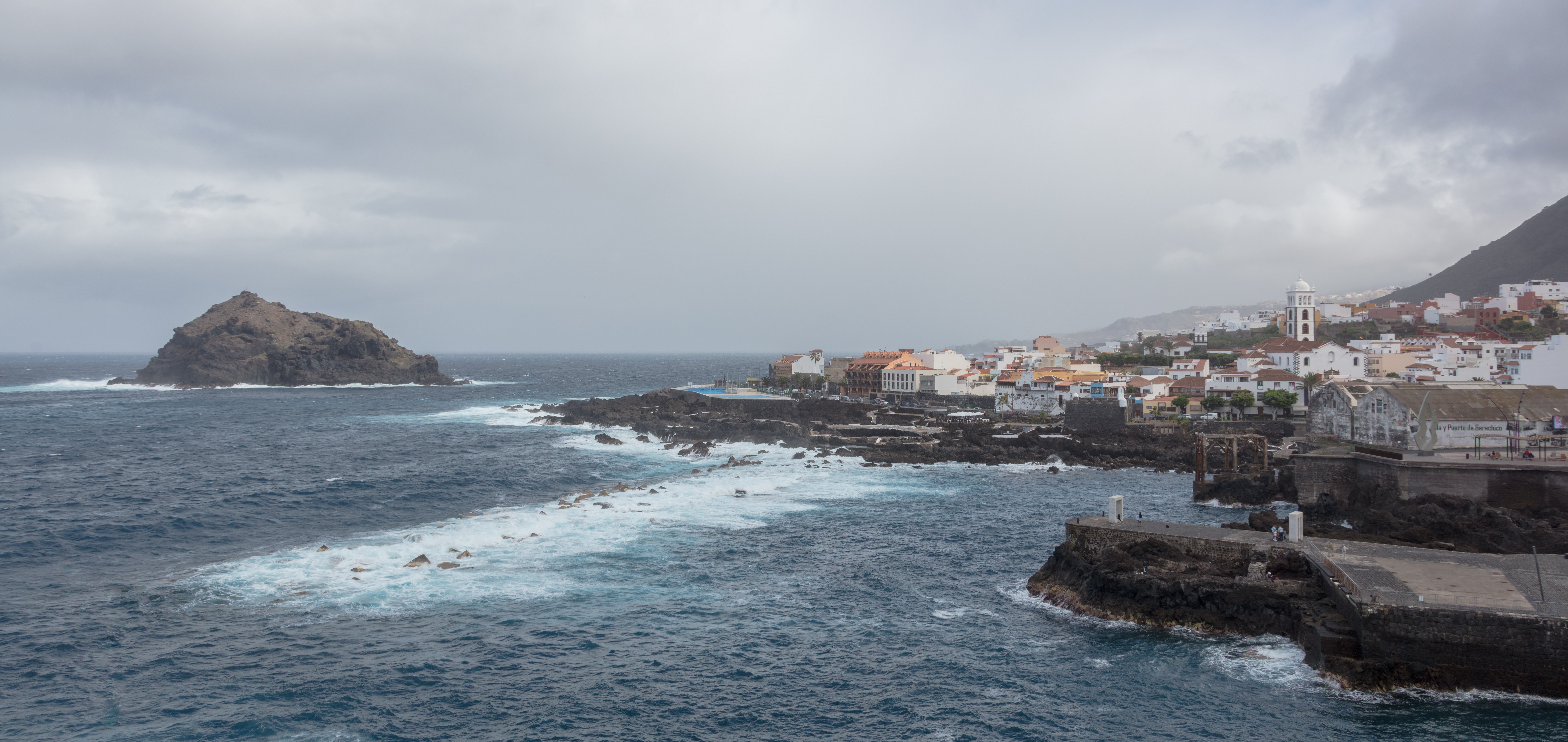
Garachico – Blick vom Mirador del Emigrante

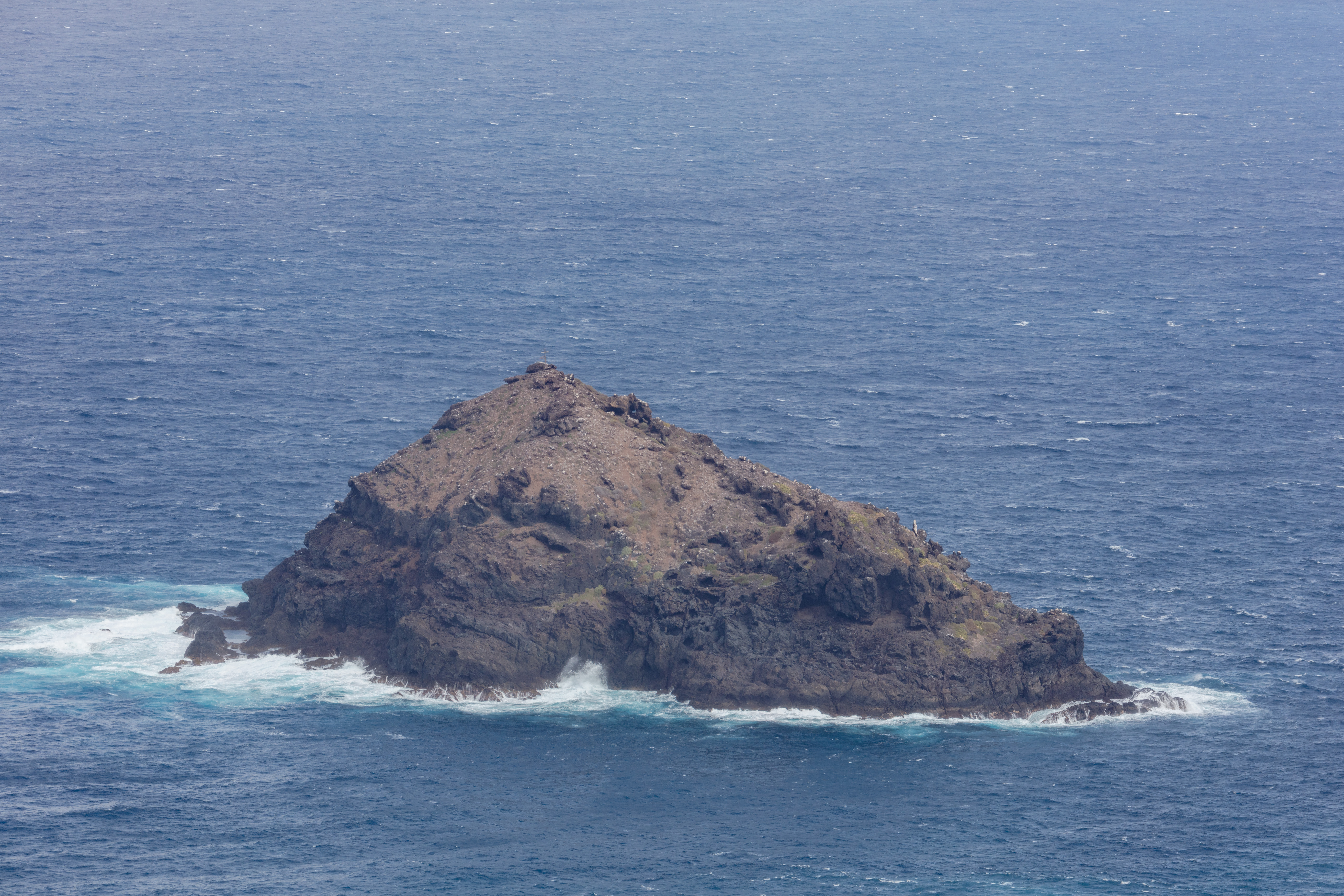
Roque de Garachico
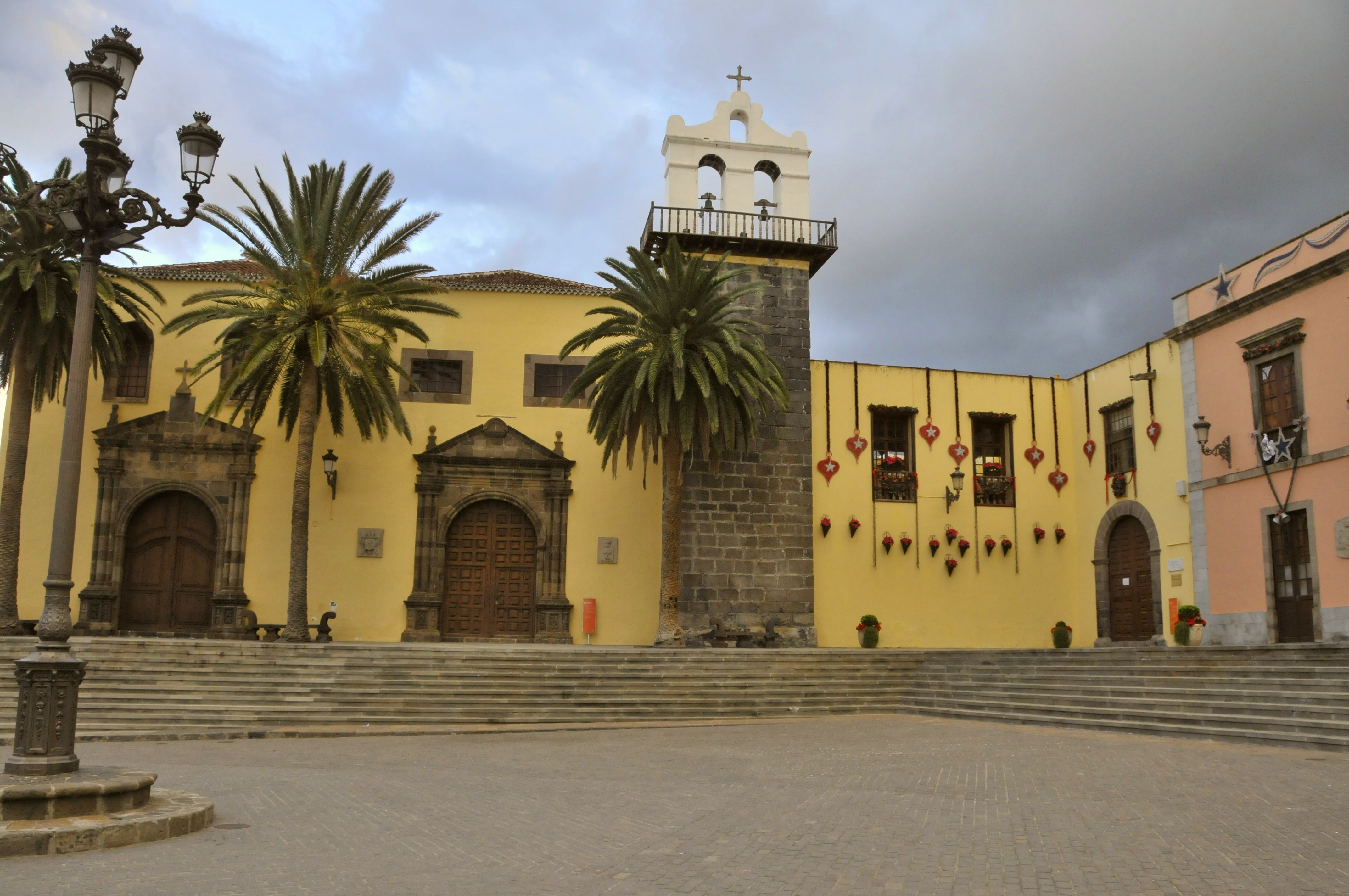
Der alte Franziskanerkonvent in Garachico
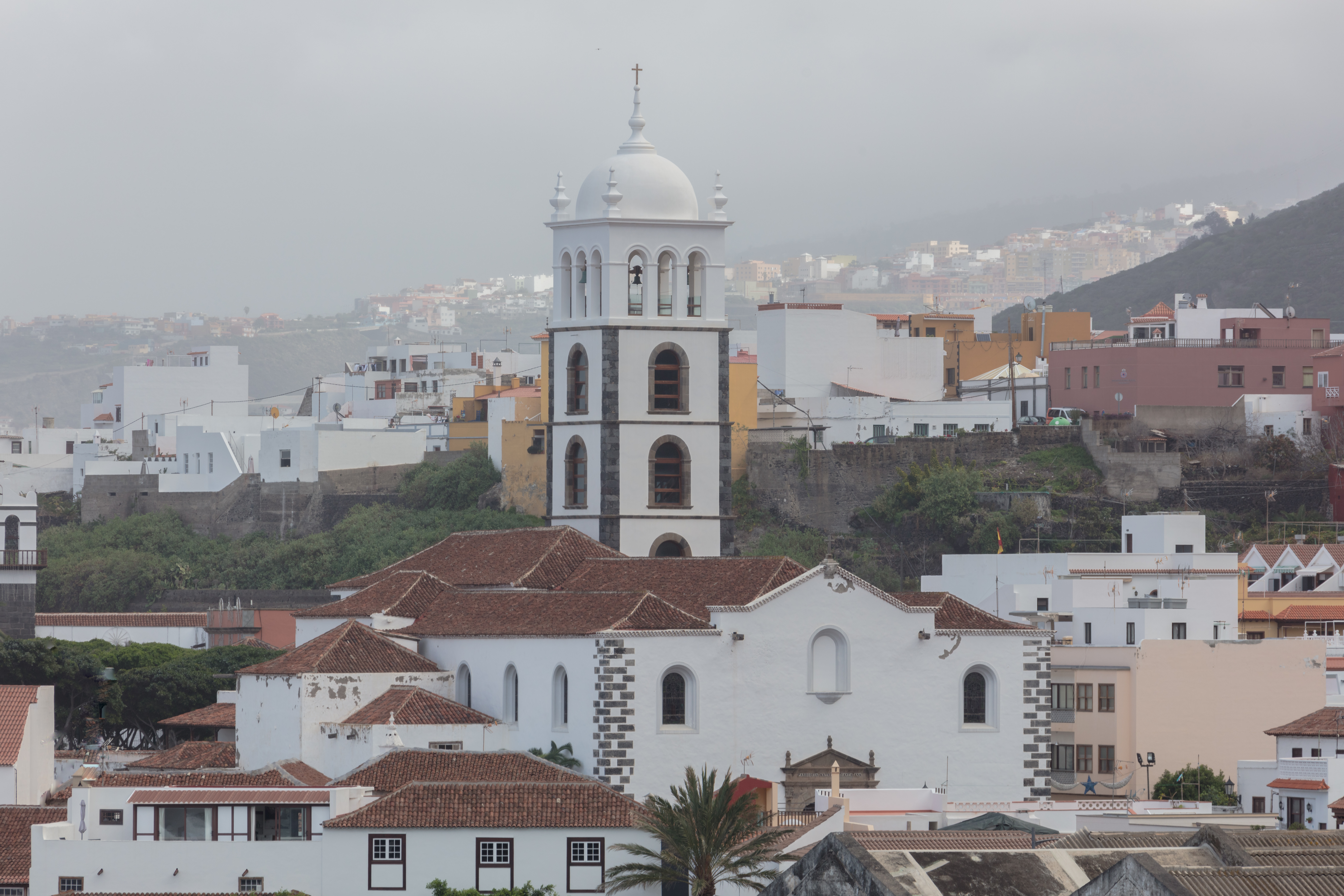
Die Kirche Santa Ana
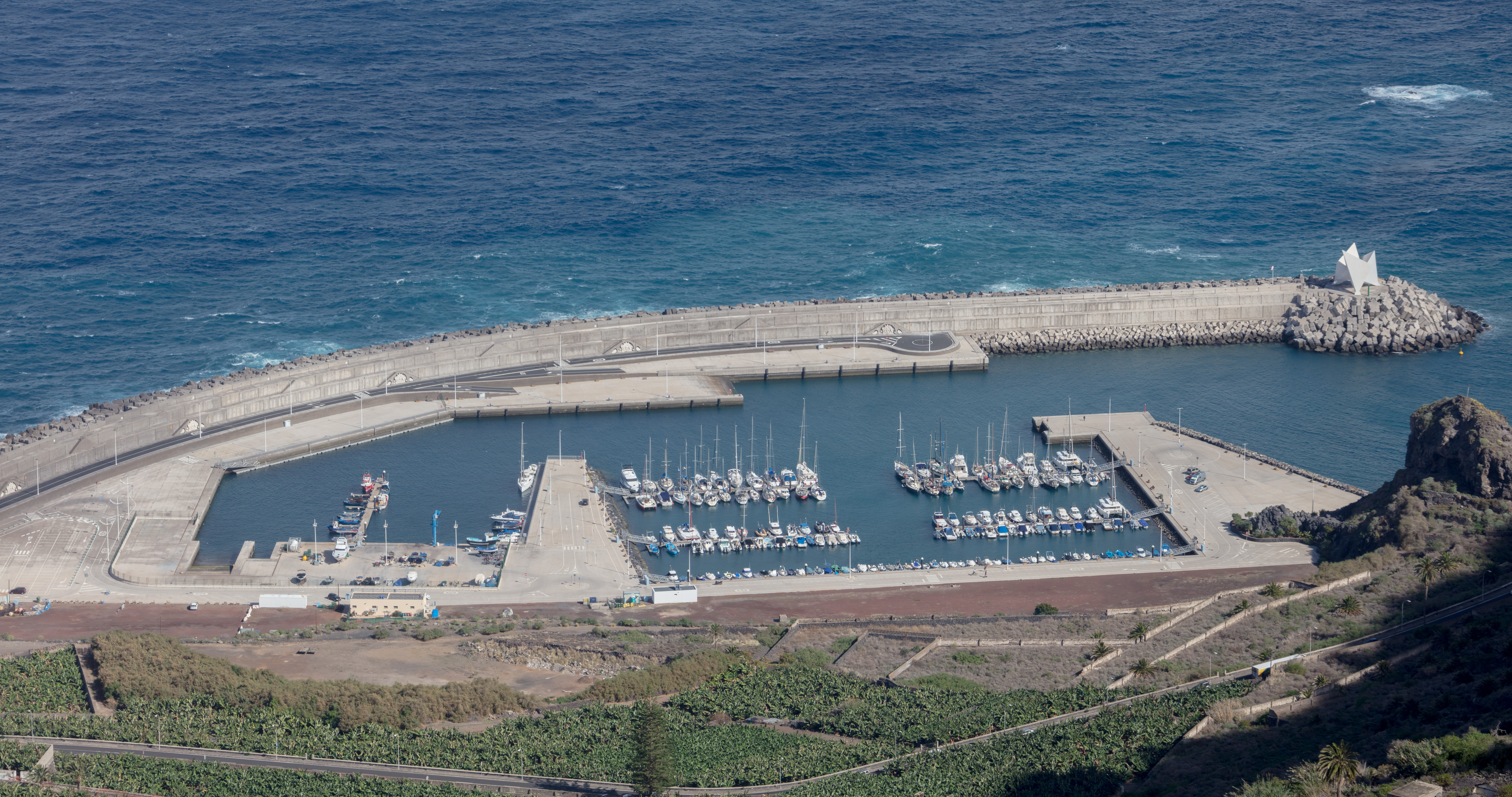
Marina
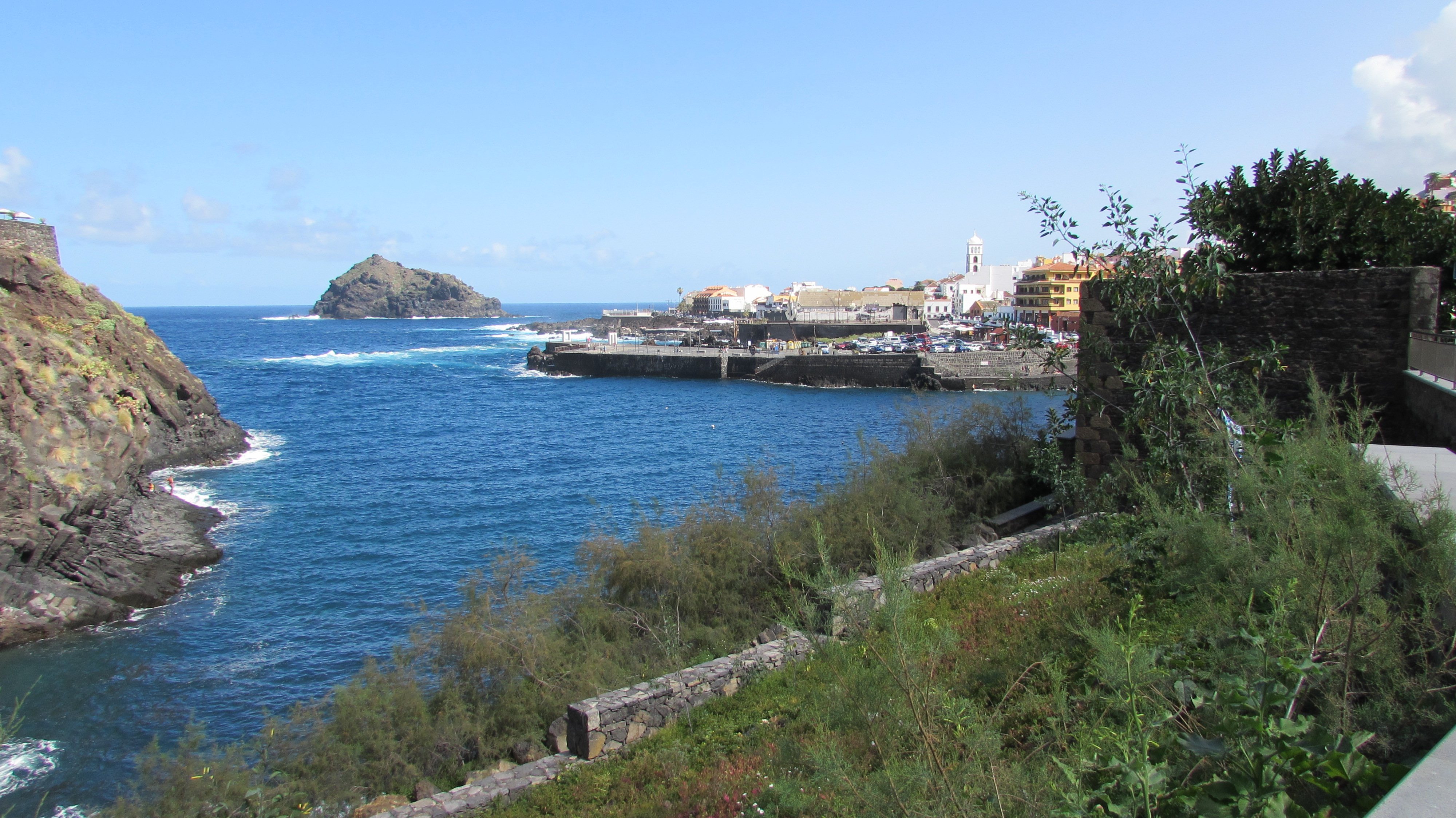
An der Küste